# Clarence Hill
Clarence Hill, född 26 juni 1951, är en före detta bermudisk boxare. Vid olympiska sommarspelen 1976 vann han Bermudas enda medalj i olympiska spelen, genom sitt brons i tungvikten. 

## Olympiska spelen
- Vann över Parviz Badpa (Iran) KO-3
- Vann över Rudy Gauwe (Belgien) 5-0
- Förlorade Mircea Simon (Rumänien) 0-5

## Tidigare karriär
Hill blev proffs 1980 och har lyckats bra i tungvikt. Hans mest uppmärksammade match var ett enhälligt beslut om förlust mot dåvarande obesegrad Tony Tubbs 1982, en kamp där Hill hade nere Tubbs i första omgången, men inte kunnat kontrollera matchen. Hill pensionerad år 1986 med ett proffs register på 17-3-1.